# Rita Felski
Rita Felski (f. 1956 ) er en britisk litteraturteoretiker, der er professor i Engelsk litteratur ved University of Virginia og ved Syddansk Universitet og som i høj grad har spillet en vigtig rolle ift. at udvikle den såkaldt ”postkritiske” tilgang til litteratur. Felski er også redaktør for tidsskriftet New Literary History.

## Postkritik
Postkritikken er en litterær læsemetode, der prøver at finde nye former for læsning og fortolkning, der lægger tilgange som fx ideologikritik bag sig. I Felskis øjne er tiden løbet fra mistænksomhedens hermeneutik, dvs. den slags ”kritiske” læsning af litteratur, der konsekvent betoner, hvordan en tekst (fx en roman, tv-serie eller film) er problematisk ud fra en given optik. Postkritikken er for Felski derfor et modsvar til den kritiske tilgang, der ellers har domineret meget litteraturvidenskabeligt arbejde gennem flere årtier. Postkritikken handler om, at læseren bør være åben for det litteraturen kan tilbyde på et menneskeligt plan.
Dette er noget grundlæggende andet end den ’mistænksomhedens hermeneutik’, der især en nordamerikansk kontekst er meget fremherskende. Felski undersøger i bogen Uses of Literature, hvor der er overlappende interesser mellem, hvorfor og hvordan "almindelige mennesker" læser litteratur og hvordan litteraturforskere læser og studerer litteratur. Hun udpeger fire central motiver for læsning: genkendelse/anerkendelse (engelsk: recognition), fortryllelse, viden og chok. Dette fokus er for Felski også et vigtigt forehavende i en tid, hvor der er stor opmærksomhed ift. spørgsmål, om hvad den relevansen er af den litteraturvidenskabelige forskning.